# 小行星3733
小行星3733（3733 Yoshitomo）是一颗围绕太阳公转的小行星。1985年1月15日，鈴木憲藏、浦田武在丰田市发现了此天体。
該小行星以日本平安時代武士源義朝命名。
这颗小行星的绝对星等为211.2489768447987等。